# Miklós Hubay
Miklós Hubay (n. 1918 – d. 8 mai 2011) a fost un scriitor maghiar născut la Oradea.